# Daniel Gozalbo Bellés
Daniel Gozalbo Bellés (Costur, 24 de maig de 1948) és un polític socialista valencià, alcalde de Castelló de la Plana i diputat a les Corts Valencianes en la V Legislatura.
Catedràtic de matemàtiques de batxillerat i militant del PSPV-PSOE, fou director provincial del Ministeri d'Educació a Castelló de la Plana el 1982-1986 i director general d'ensenyament mitjà a la Conselleria de Cultura i Educació de la Generalitat Valenciana el 1986-1987. Substituí Antonio Tirado en l'alcaldia de Castelló de la Plana de 1987 a 1991. Posteriorment fou escollit diputat a les eleccions a les Corts Valencianes de 1999, on ha estat secretari de la Comissió Permanent no legislativa d'Afers Europeus. Des de 2004 és vocal del Consell Social de la Universitat Jaume I, de la que n'ha estat un dels impulsors.